# Mato Correia
Mato Correia es una localidad caboverdiana del municipio de São Miguel.

## Geografía
La localidad está situada en la isla Santiago.

## Organización territorial
La localidad abarca los lugares y barrios de:
- Água de Boi
- Belém
- Chã Mato
- Covão
- Cutelo Mendes
- Cutelo Purgona
- Diogo Velho
- Fundão
- Madjeba
- Ponta Cã
- Ponta de Mafafa
- Portal
- Portal Deriba
- Pousada
- Sarrimba
- Selada